# Taguezute (Uede)
Taguezute (em árabe: ﺗﺎﻏﺰوت, lit. 'Taghzut'; em francês: Taghzout) é uma cidade e comuna localizada na província de Uede, Argélia. Segundo o censo de 2008, a população total da cidade era de 13 934 habitantes.